# 科格拉焦里沙達爾烏帕齊拉
科格拉焦里沙達爾乌帕齐拉是孟加拉国科格拉焦里縣的一个乌帕齐拉，位於吉大港专区的科格拉焦里縣。。

## 人口
據1991年孟加拉國人口普查，科格拉焦里沙達爾共有戶數11,989戶，人口61306人。其中男性佔比54.02%，女性佔比45.98%；成年人口32,215人。該地7歲以上人口之平均識字率為33.7%，高於全國平均值（32.4%）。